# The Best of Lisa Gerrard
 (novembre 2023).
Si vous disposez d'ouvrages ou d'articles de référence ou si vous connaissez des sites web de qualité traitant du thème abordé ici, merci de compléter l'article en donnant les références utiles à sa vérifiabilité et en les liant à la section « Notes et références ».
Pour les articles homonymes, voir Best of.
Albums de Lisa Gerrard
The Silver Tree
(2006)
The Best of Lisa Gerrard est une compilation regroupant des morceaux marquants de la carrière de Lisa Gerrard, chanteuse et musicienne australienne. Sortie en 2007, cette anthologie met en lumière le travail de l'artiste à travers une sélection couvrant la période de 1995 à 2006 de titres issus de ses albums solo, de collaborations, et au sein du groupe Dead Can Dance. On y retrouve sa voix contralto distinctive et son style musical mêlant influences world, ambient et néoclassique. 
L'album comprend également des morceaux tirés de bandes originales de films auxquelles Gerrard a contribué, illustrant son implication dans la musique de cinéma, notamment pour le film Gladiator. The Best of Lisa Gerrard permet ainsi d'explorer les différentes facettes de l'œuvre de cette artiste influente dans le domaine des musiques alternatives et expérimentales.

## Pistes de l'album
1. The Wheat – 01:06
2. Elysium – 02:42
3. Sacrifice – 07:46
4. Ariadne – 01:51
5. Sanvean (Live) – 03:58
6. The Host Of Seraphim – 06:21
7. Cantara – 06:00
8. Swans – 05:48
9. The Promised Womb – 03:25
10. Yulunga (Spirit Dance) – 06:56
11. Indus – 09:25
12. Persephone (The Gathering Of Flowers) – 06:36
13. Go Forward – 05:53
14. See The Sun – 03:28
15. Now We Are Free – 04:15